# FFF Racing
L'Orange1 FFF Racing è stata una scuderia automobilistica di proprietà cinese con sede a Milano.

## Storia

### Fondazione
Fondato nel 2014, il team è il risultato di una partnership tra il cinese Fu Songyang e il pilota italiano Andrea Caldarelli. Il team iniziò la competizione la stagione successiva, prendendo in consegna tre modelli McLaren 650S GT3 per il GT Asia Series. La squadra ottenne la inaugurale ad Okayama.

### Partnership Lamborghini
Per la stagione 2016 della GT Asia Series, il team è passato a competere con la Lamborghini Huracán GT3 di recente introduzione, con la coppia di piloti junior ufficiali della Lamborghini, Edoardo Liberati e Andrea Amici. La squadra ottenne due vittorie assolute e sette podi complessivi, conquistando il titolo piloti. Il 2016 ha segnato anche la prima incursione della squadra nelle competizioni europee, schierando due partecipazioni alla GT3 Le Mans Cup e un'altra al round Paul Ricard dell'International GT Open.
Nel 2017 la scuderia gareggia all'International GT Open di Barcellona, mentre nel 2018 è entrata nella Lamborghini Super Trofeo Asia. La stagione 2018 si è rivelata vincente per la squadra, rivendicando il campionato generale della squadra insieme a più titoli pilota, rispettivamente assegnati a Martin Kodrić e Dennis Lind per il campionato assoluto mentre Hiroshi Hamaguchi e Marco Mapelli per il campionato Pro-Am Cup.
Per il 2019, il team ha lanciato un rinnovato sforzo, vincendo i campionati Sprint, Endurance e Assoluto Pro con Marco Mapelli e Andrea Caldarelli.
Nel 2021, la squadra ha annunciato l'intenzione di competere alla 24 Ore del Nürburgring e dopo la stagione 2021, il team ha sospeso il programma GT3, scegliendo di concentrarsi sugli sforzi del Lamborghini Super Trofeo.
Nel 2022 il team ingaggia il pilota svizzero Antonin Borga e il pilota motociclistico Daniel Pedrosa per competere a 3 round nel Super Trofeo Europa.

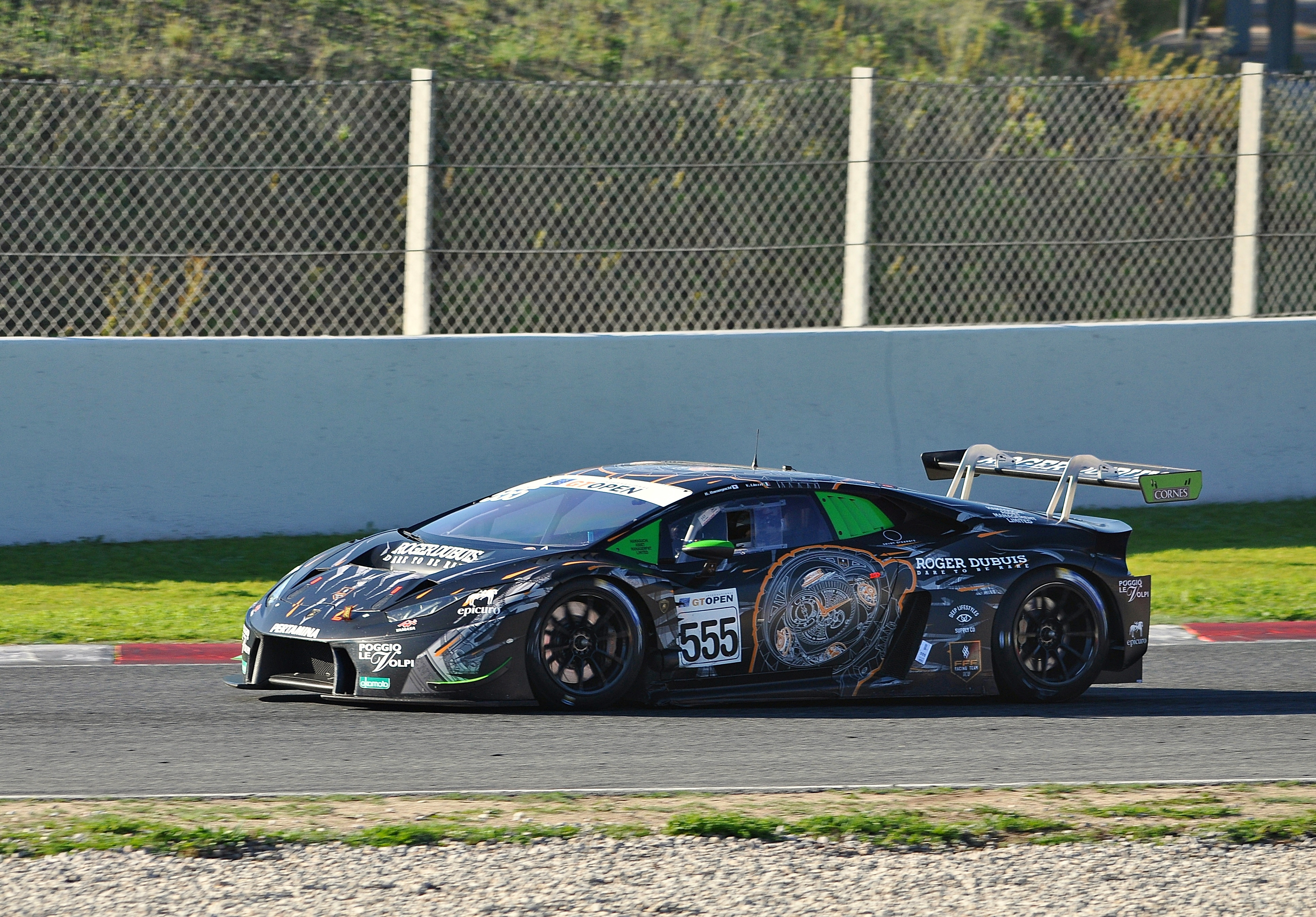
Macchina FFF all'International GT Open Barcelona nel 2017

### eSports
Nell'aprile 2020, il team ha annunciato la creazione della propria scuderia eSports, soprannominato FFF eSports, per competere nella SRO E-sport GT Series 2020. Per la stagione inaugurale, il team ha gareggiato nella Classe Silver progettata per i piloti sim, ingaggiando i piloti Jaroslav Honzik e Kamil Franczak.

### Ritiro dalle competizioni
Il 17 gennaio 2023 il Team emette un comunicato nei vari Social Network dove annuncia il ritiro dal mondo delle corse da tutte le categorie.